# Франц Ксавер Саксонский
Принц
Франц Ксавер Альберт Август Людвиг Саксонский (нем. Franz Xaver Albert August Ludwig Benno; 25 августа 1730, Дрезден — 21 июня 1806, Цабельтиц) — второй сын саксонского курфюрста Фридриха Августа II (короля Польши под именем Августа III) и его жены Марии Жозефы Австрийской. В 1763—1768 годах — регент Саксонии.

## Биография
Во время Семилетней войны командовал французским отрядом.
В 1762 году основал фрейбергскую горную академию.
В 1763 году, после смерти старшего брата, курфюрста Саксонии Фридриха Кристиана, совместно с вдовой последнего Марией Антонией Баварской стал регентом при малолетнем наследнике Фридрихе Августе до 1768 года. В 1765 году он окончательно отказался от притязаний на польскую корону в пользу Станислава Августа Понятовского.
В 1765 году ввёл в Саксонии разведение мериносов. Обустроил дворцово-парковый ансамбль в Цабельтице.
Арсен Тевено написал его биографию и приложил её к изданному им тому его переписки («Correspondance inédite du prince François-Xavier», Париж, 1874).

## Семья
В 1765 году в Дрездене Франц Ксавер вступил в морганатический брак с итальянской графиней Марией Кларой Спинуччи, бывшей придворной дамой. Брак держался в секрете до 1777 года, после чего был официально объявлен и признан. Его жена была пожалована титулом графини Лаузиц. После свадьбы супруги уехали во Францию. С началом Великой французской революции перебрались в Рим, а потом вернулись в Саксонию.
От их союза родилось десять детей, однако выжило всего семеро:
- Людвиг (1766—1782),
- Жозеф (1767—1802), известен как шевалье де Сакс, служил в России; убит в 1802 году на дуэли в Теплице князем Н. Г. Щербатовым,
- Елизавета (1768—1844),
- Мария Анна (1770—1845),
- Беатриса (1772—1806),
- Кунигунда (1774—1828),
- Мария Кристина (1775—1837).